# Cymene Howe
Cymene Howe est anthropologue culturelle et professeure au département d'anthropologie de l'université Rice, à Houston, au Texas, aux États-Unis. Ses recherches portent sur l’environnement, les inégalités et l’anthropologie du changement climatique. Elle est également active dans la vulgarisation et la dissémination de la connaissance en anthropologie à travers la production de podcasts, la réalisation de films documentaires et la mise en place d'installations, notamment le mémorial d'Okjökull.

## Carrière
Howe mène des travaux anthropologiques au Nicaragua, au Mexique, en Islande et aux États-Unis et a reçu plusieurs bourses de recherche, notamment de la National Science Foundation et du programme Fulbright. Elle est chercheuse invitée à la Society for the Humanities de l'Université Cornell et chercheuse invitée à l'Université de Durham, au Royaume-Uni. De 2015 à 2018, elle est co-éditrice de la revue Cultural Anthropology et est membre fondatrice du Center for Energy and Environmental Research in the Human Sciences (CENHS) de l'Université Rice (aujourd'hui le Center for Environmental Studies). 
Avec Dominic Boyer, elle réalise l’une des premières grandes études anthropologiques sur la transition vers les énergies renouvelables. L'étude a lieu dans l'isthme de Tehuantepec au Mexique, site de la plus forte concentration de parcs éoliens terrestres au monde et fait le sujet de deux livres, Ecologics: Wind and Power in the Anthropocene et Energopolitics: Wind and Power in the Anthropocene (Boyer). Depuis 2016, elle coproduit également plus de 200 épisodes du podcast Cultures of Energy avec Dominic Boyer.
De 2016 à 2018, Howe dirige des recherches en Islande pour « Melt: The social life of ice at the top of the world », qui s'intéresse à l'impact culturel de la perte glaciaire islandaise. Sur la base de ce projet, elle produit et co-réalise avec Boyer en 2018 un film documentaire sur Okjökull (glacier Ok), le premier grand glacier islandais à être déclassé comme glacier en raison du réchauffement climatique. Le film éducatif et documentaire, Not Ok : Un petit film sur un petit glacier au bout du monde,, met vedette la voix de Jón Gnarr dans le rôle de la montagne Ok.
En août 2019, Howe et Boyer organisent l'installation d'un mémorial à Okjökull, le premier des grands glaciers d'Islande à être détruit par le changement climatique. L'événement commémoratif est largement couvert par les médias internationaux,,,,.

## Publications
- 21st Century Sexualities: Contemporary Issues in Health, Education and Rights (Routledge 2007; coedited with Gilbert Herdt)[13]
- Intimate Activism: The Struggle for Sexual Rights in Postrevolutionary Nicaragua (Duke University Press, 2013)
- Ecologics: Wind and Power in the Anthropocene (Duke University Press, 2019)[2]
- The Anthropocene Unseen: A Lexicon (Punctum Books, 2020; coedited with Anand Pandian)[14]